# GOLDEN☆BEST 山口百恵 PLAYBACK MOMOE part2
『GOLDEN☆BEST 山口百恵 PLAYBACK MOMOE part2』（ゴールデン・ベスト やまぐちももえ プレイバック・ももえ・パート・ツー）は、山口百恵のベスト・アルバム。2002年6月19日発売。発売元はソニー・ミュージックハウス。

## 解説
各レコード会社から発売されている“ゴールデン☆ベスト”シリーズにおいて、ソニーレコードからの第1弾として発売されたタイトルのうちのひとつ。
基となった作品に、1982年11月21日にLPで発売された『PLAYBACK MOMOE 1973-1982』があり、位置づけとしてはそのLP版のリニューアル再編集である。そのため、歌詞ブックレットの冒頭のライナーノーツは、LP版のものがそのまま採用されている。
1973年から1980年までの現役時代に発売された全シングルA面曲のうち、「謝肉祭」（1980/3/21発売）を除いたすべてが収録されている。また、元々16thアルバム『二十歳の記念碑 曼珠沙華』（1978/12/21発売）収録曲で、引退後の1994年にリアレンジ・別ヴォーカルテイクにてリカットされたシングル「惜春通り」も収録されており、ほぼコンプリートのシングルA面コレクションである。
「謝肉祭」のみが収録されなかった理由は、歌詞にあるジプシーが1990年代後半に差別用語とされ、SMEJが発売を自粛した為である。2005年発売のアルバム『コンプリート百恵回帰』（全曲新アレンジで構成）、2006年発売のライブCD-BOX『MOMOE LIVE PREMIUM』に収納されているファイナルコンサートのCD及びDVDに同曲が収録されるようになり、シングル・バージョンは2007年発売のベスト盤『山口百恵ベスト・コレクション VOL.2』、『Complete MOMOE PREMIUM』及び『MOMOE PREMIUM update』、2009年発売の“ゴールデン☆ベスト”シリーズ『GOLDEN☆BEST 山口百恵 コンプリート・シングルコレクション』にそれぞれ収録され、ようやく封印が解かれた。
唯一シングル・リリースされていない楽曲「あなたへの子守唄」は、引退後の1982年に発売された『Again 百恵 あなたへの子守唄』に初収録された楽曲。LP版の『PLAYBACK MOMOE 1973-1982』にも収録されている。

## 収録曲

### Disc 1
1. としごろ（2:37）
  - 作詞: 千家和也、作曲・編曲: 都倉俊一
2. 青い果実（2:28）
  - 作詞: 千家和也、作曲: 都倉俊一、編曲: 馬飼野康二
3. 禁じられた遊び（3:01）
  - 作詞: 千家和也、作曲: 都倉俊一、編曲: 馬飼野康二
4. 春風のいたずら（2:46）
  - 作詞: 千家和也、作曲: 都倉俊一、編曲: 馬飼野俊一
5. ひと夏の経験（2:38）
  - 作詞: 千家和也、作曲: 都倉俊一、編曲: 馬飼野康二
  - 第25回NHK紅白歌合戦 歌唱曲（初出場）[2]
6. ちっぽけな感傷（3:03）
  - 作詞: 千家和也（原案: 川緑浩幸）、作曲・編曲: 馬飼野康二
7. 冬の色（3:00）
  - 作詞: 千家和也、作曲: 都倉俊一、編曲: 馬飼野康二
8. 湖の決心（3:15）
  - 作詞: 千家和也、作曲: 都倉俊一、編曲: 森岡賢一郎
9. 夏ひらく青春（3:07）
  - 作詞: 千家和也、作曲: 都倉俊一、編曲: 穂口雄右
  - 第26回NHK紅白歌合戦 歌唱曲
10. ささやかな欲望（3:18）
  - 作詞: 千家和也、作曲: 都倉俊一、編曲: 馬飼野康二
11. 白い約束（3:43）
  - 作詞: 千家和也、作曲: 三木たかし、編曲: 萩田光雄
12. 愛に走って（3:38）
  - 作詞: 千家和也、作曲: 三木たかし、編曲: 萩田光雄
13. 横須賀ストーリー（3:51）
  - 作詞: 阿木燿子、作曲: 宇崎竜童、編曲: 萩田光雄
  - 第27回NHK紅白歌合戦 歌唱曲
14. パールカラーにゆれて（3:06）
  - 作詞: 千家和也、作曲: 佐瀬寿一、編曲: 船山基紀
15. 赤い衝撃（3:32）
  - 作詞: 千家和也、作曲: 佐瀬寿一、編曲: 馬飼野康二
16. 初恋草紙（3:47）
  - 作詞: 阿木燿子、作曲: 宇崎竜童、編曲: 萩田光雄
17. 夢先案内人（4:04）
  - 作詞: 阿木燿子、作曲: 宇崎竜童、編曲: 萩田光雄
18. イミテイション・ゴールド（3:22）
  - 作詞: 阿木燿子、作曲: 宇崎竜童、編曲: 萩田光雄
  - 第28回NHK紅白歌合戦 歌唱曲

### Disc 2
1. 秋桜（3:35）
  - 作詞・作曲: さだまさし、編曲: 萩田光雄
  - さだまさしを始め、岩崎宏美・中森明菜・徳永英明ら多くの歌手にカヴァーされている。
2. 赤い絆（レッド・センセーション）（4:10）
  - 作詞: 松本隆、作曲: 平尾昌晃、編曲: 川口真
3. 乙女座 宮（3:54）
  - 作詞: 阿木燿子、作曲: 宇崎竜童、編曲: 萩田光雄
4. プレイバックPart2（3:21）
  - 作詞: 阿木燿子、作曲: 宇崎竜童、編曲: 萩田光雄
  - 第29回NHK紅白歌合戦 歌唱曲。紅組のトリを務めた。
5. 絶体絶命（2:49）
  - 作詞: 阿木燿子、作曲: 宇崎竜童、編曲: 萩田光雄
6. いい日旅立ち（4:15）
  - 作詞・作曲: 谷村新司、編曲: 川口真
  - 2007年に中森明菜がカヴァーした（『歌姫ベスト』収録）。
7. 曼珠沙華（5:08）
  - 作詞: 阿木燿子、作曲: 宇崎竜童、編曲: 萩田光雄
  - 藤あや子が第54回NHK紅白歌合戦で披露した。工藤静香もカヴァーしている[3]。
8. 美・サイレント（3:48）
  - 作詞: 阿木燿子、作曲: 宇崎竜童、編曲: 萩田光雄
9. 愛の嵐（4:03）
  - 作詞: 阿木燿子、作曲: 宇崎竜童、編曲: 萩田光雄
10. しなやかに歌って（4:49）
  - 作詞: 阿木燿子、作曲: 宇崎竜童、編曲: 川口真
  - 第30回NHK紅白歌合戦 歌唱曲。翌年は出場歌手発表前に結婚・引退した為、この回が最後の出場。
11. 愛染橋（3:47）
  - 作詞: 松本隆、作曲: 堀内孝雄、編曲: 萩田光雄
  - 1994年に中森明菜がカヴァーした（『歌姫』収録）。
12. ロックンロール・ウィドウ（3:59）
  - 作詞: 阿木燿子、作曲: 宇崎竜童、編曲: 萩田光雄
13. さよならの向う側（6:02）
  - 作詞: 阿木燿子、作曲: 宇崎竜童、編曲: 萩田光雄
14. 一恵（6:08）
  - 作詞: 横須賀恵、作曲: 谷村新司、編曲: 萩田光雄
  - 「横須賀恵」とは、山口百恵のペンネーム。
15. あなたへの子守唄（4:17）
  - 作詞: 阿木燿子、作曲: 宇崎竜童、編曲: 萩田光雄
16. 惜春通り（3:13）（シングル・バージョン）
  - 作詞: 石丸博、作曲: 川口真、編曲: 萩田光雄

## 関連作品
- GOLDEN☆BEST 山口百恵 コンプリート・シングルコレクション